# Мисурата
Мисра́та, ранее — Мисура́та (араб. مصراتة‎) — город на северо-западе Ливии, столица одноимённого муниципалитета. Третий по величине после Триполи и Бенгази город страны.
Город расположен на побережье Средиземного моря у мыса Эль-Барк.

## Население
Население — 259 056 жителей (по оценке на 2010 год).

## Этимология
Семитская этимология названия Мисраты связана с расположением города к востоку от пунического, семитоязычного Карфагена. Использование слова «Восток» в качестве названия места распространено и в других семитских языках, например, Mishrak по-арабски, Misrakh по-савейски, Mizrakh по-древнееврейски.

## История
По разным источникам нет единого мнения как по вопросу, был ли город основан финикийцами (3000 лет назад), римлянами или исламскими завоевателями (VII век н. э.), так и о том, каким было его древнее название (Тубактис, Тубакт или Тубартис).

### Гражданская война
В феврале 2011 года во время начальной фазы Гражданской войны в Ливии, город стал одним из центров оппозиционных сил. Город подвергся активным бомбардировкам и был в значительной мере разрушен.

## Экономика

### Промышленность
Мисрата является важным экономическим центром страны. В городе расположены металлургическое производство, завод по переработке газа, ряд предприятий пищевой промышленности, предприятия текстильной промышленности.
К востоку от города расположен металлургический комбинат компании Libyan Iron and Steel Company, один из крупнейших в арабских странах.

### Транспорт
Город является транспортным узлом, связывающим автомобильные дороги между городами побережья, а также внутренними районами. В 10 км от города расположен крупный морской порт Каср-Ахмад.

## Географическое положение
Расположен у мыса Эль-Барк, в 5 км от побережья Средиземного моря, в 210 км восточнее Триполи.